# Malmingen (Västra Eds socken, Småland)
Malmingen är en sjö i Västerviks kommun i Småland och ingår i Storåns huvudavrinningsområde. Sjön har en area på 2,38 kvadratkilometer och ligger 44 meter över havet. Sjön avvattnas av vattendraget Bällsjöbäcken.

## Delavrinningsområde
Malmingen ingår i det delavrinningsområde (643594-153970) som SMHI kallar för Utloppet av Malmingen. Medelhöjden är 59 meter över havet och ytan är 15,28 kvadratkilometer. Det finns inga avrinningsområden uppströms utan avrinningsområdet är högsta punkten. Bällsjöbäcken som avvattnar avrinningsområdet har biflödesordning 2, vilket innebär att vattnet flödar genom totalt 2 vattendrag innan det når havet efter 6,7 kilometer. Avrinningsområdet består mestadels av skog (72 procent). Avrinningsområdet har 2,45 kvadratkilometer vattenytor vilket ger det en sjöprocent på 16 procent.